# Roba Estesa
Roba Estesa és un octet musical femení i feminista català que va néixer el 2013 al Camp de Tarragona.
És format per Alba Magriñà (bateria i percussions), Anna Sardà (baix, violoncel i veus), Clara Colom (acordió diatònic i veus), Clàudia García-Albea (violí i veus), Gemma Polo (veu), Laia Casanellas (guitarra espanyola), Helena Bantulà (guitarra elèctrica) i Eiden Sanchez (intèrpret en llengua de signes). Canten en català i fusionen les músiques urbanes i festives amb la instrumentació i melodies folk.

## Trajectòria
El grup Roba Estesa va néixer en 2013 com a reformulació del projecte Ai, Carai!, nascut el 2011 a les comarques del Camp de Tarragona.
Algunes de les seves components com Anna Sardà arriben a la formació des de la música clàssica i la seva primera formació, Ai, Carai!, era de folk tradicional. Van crear els primers temes amb guitarra i veus i més tard van sumar al grup el baix i la viola. Clara Colom ve del món de la música tradicional catalana dels Pirineus, Neus Pagès, de la música celta i el flamenc.
Han batejat la seva música com a «folk calentó» i aposten per la fusió de folk, rumba catalana, cúmbia i cançons popular i d'autor. Consideren que «el tradicional i popular» se situa en un canvi i transformació constant, per això reinterpreten –diuen– cançons i en modifiquen els ritmes i melodies.
Els seus referents són grups de folk com Jaume Arnella, La Carrau o Ebri Knight. Denuncien la falta de visibilització de les dones en la música, cosa que fa que no puguin donar noms femenins també com a referents.
El 2014 es van autoeditar una maqueta. El 2015 van guanyar el primer premi del Concurs Sons del Mediterrani organitzat pel Grup Enderrock, que els va permetre finançar part del seu primer disc publicat el 2016.
A l'àlbum Descalces (Coopula Records, 2016) poden trobar-se missatges amb el binomi dona i lluita cobrant especial protagonisme, amb rebuig explícit en els seus concerts a la violència masclista (com en la cançó «A la muntanya») i la reivindicació («La reina mora») de la tradició i la memòria. Dona, lluita i tradició amb una lectura pròpia des de la defensa de l'autonomia de les dones i els seus drets.

## Premis i reconeixements
- 2015 Primer Premi del Concurs Sons de la Mediterrània organitzat pel Grup Enderrock.
- 2017 Premi Grup revelació, Millor disc de folk per Descalces i millor cançó de folk, per Viu dels Premis Enderrock,[9] a més a més del premi de la crítica al millor disc revelació de l'any.

## Àlbums
| • La maqueta (2014) |
| ------------------- |
|                     |

| • Descalces (2016) |
| --- |
| (Coopula) 1. «A la muntanya» 2. «Soc d'un poble» 3. «Viu» 4. «Les noies ďOlot» 5. «Dona del carrer» 6. «Una altra ronda» 7. «La reina mora» 8. «Bruixes» 9. «Les criades» 10. «Podries» 11. «Cant de batre» 12. «La pagesa» |

| • Desglaç (2018) |
| --- |
| (Coopula) 1. «Diuen - Introducció» 2. «La nit és nostra (feat. Mafalda)» 3. «Governar-nos» 4. «L'alegria (feat. La Carrau)» 5. «Lluna» 6. «Cant de lluita» 7. «La presó de Lleida (feat. Germà Negre, El Diluvi, Mireia Vives & Borja Penalba, Alidé Sans, Ebri Knight)» 8. «Sense por» 9. «Dona bonica» 10. «Esglai» 11. «Orgull» 12. «Diuen |

| • Dolors (2020)                                                                              |
| -------------------------------------------------------------------------------------------- |
| (Halley Records) 1. «Ocells» 2. «Memòria» (feat. Tribade) 3. «Cendres i plaers» 4. «La gent» |

| • Rosa permanent (2021) |
| --- |
| (Halley Records) 1. «Mostra l'animal» 2. «Oceà» 3. «Un regal per a tu» 4. «Lxs nenxs» 5. «Flors de pols» 6. «De vellut» 7. «Pena» 8. «Ràbia (feat. Tanxugueiras)» 9. «Torna» 10. «Insectes de marbre» |